# John Prosky
John Prosky est un acteur américain né le 18 avril 1962.

## Filmographie

### Cinéma
- 1991 : Passeport pour le futur : Officier Tom Bostich
- 1992 : Interceptor : Collins
- 1994 : Final Mission : Sergent Wyatt
- 1995 : Aurora: Operation Intercept : Capitaine Hulett
- 1996 : Have a Nice Day
- 1996 : Le Fantôme du Bengale : le policier à vélo
- 1996 : Le Professeur foldingue : le médecin
- 1997 : Menace toxique : un assistant
- 1998 : Goodbye Lover : le médecin légiste
- 1998 : Permanent Midnight : un policier
- 1998 : Brown's Requiem : Larkin
- 1999 : Bowfinger, roi d'Hollywood : MindHead Executive
- 2000 : Grandfather's Birthday
- 2000 : Les Âmes perdues : Orderly
- 2001 : A.I. Intelligence artificielle : M. Williamson
- 2001 : Offside : un sergent
- 2002 : Southside : Tom O'Malley
- 2002 : Groom Lake : Hester Dealt
- 2003 : Gods and Generals : Général Lewis Armistead
- 2003 : Bronx à Bel Air : le commandant
- 2003 : Hulk : le technicien de l'Athéon
- 2003 : The Battle of Shaker Heights : le directeur
- 2004 : Hidalgo : un officier
- 2004 : The Last Shot : le directeur de l'hôtel
- 2005 : Heart of the Beholder : le révérend Brewer
- 2006 : Sex, Lies and Murder : le mari
- 2006 : Derek and Simon: A Bee and a Cigarette : le concierge
- 2007 : The Dukes : Brad
- 2009 : Just Peck : Dr Lipschitz
- 2010 : Radio Free Albemuth : Dr Goldfarb
- 2010 : The Plan : un homme
- 2012 : Devil Inside : père Christopher Aimes
- 2012 : K-11 : Simon Schwartz
- 2014 : The Park Bench : Professeur McIntyre
- 2015 : NWA: Straight Outta Compton : Dr A. Friedman
- 2016 : Ouija : Les Origines : Dr Fuller
- 2016 : Aimee : Jim
- 2016 : Bambina : le psychiatre
- 2017 : Orient City: Ronin and The Princess : Rooster
- 2017 : Please Stand By : l'administrateur de l'hôpital
- 2019 : The Way You Look Tonight : Richard et le père

### Télévision
- 1986 : A Case of Deadly Force : Phil Cochran
- 1990 : La Loi de Los Angeles : Officier Randall Carlson (1 épisode)
- 1991 : Flight of Black Angel : le contrôleur
- 1991 : Dream On : Albert Tarver (1 épisode)
- 1991 : Corky, un adolescent pas comme les autres : Mike Evans (1 épisode)
- 1994-2001 : New York Police Blues : Frederick Converse et Robert Horowitz (2 épisodes)
- 1994-2004 : JAG : John Barrow, John Haynes et autres personnages (4 épisodes)
- 1995 : Angela, 15 ans : Ted (1 épisode)
- 1996 : Murder One : Mark Smith (1 épisode)
- 1996 : Star Trek: Deep Space Nine : Brathaw (1 épisode)
- 1996 : Frasier : Preston (1 épisode)
- 1996 : Surfers détectives (1 épisode)
- 1996-1997 : Chicago Hope : La Vie à tout prix : Bart Simon (4 épisodes)
- 1997 : Burning Zone : Menace imminente : Dr Vanderkelen (1 épisode)
- 1997 : Tenchi Muyo! : voix additionnelles (26 épisodes)
- 1997 : Brooklyn South : M. Bloomford (1 épisode)
- 1997 : The Jamie Foxx Show : l'officier de la loterie (1 épisode)
- 1997 : Les Dessous de Palm Beach (1 épisode)
- 1997 : Michael Hayes : Carl Bellamy (1 épisode)
- 1998 : Beverly Hills 90210 : Duke Weatherill (2 épisodes)
- 1998 : The Closer : L.A. enquêtes prioritaires : Malloy (1 épisode)
- 1998 : Pensacola : Jules Clegg (1 épisode)
- 1998 : Jeux d'espions : Hale
- 1999 : Profiler : Salinger (1 épisode)
- 1999 : Voilà ! : Norman (1 épisode)
- 1999 : Moesha : professeur Ward (1 épisode)
- 1999 : Port Charles : Darren Leopold (5 épisodes)
- 2000 : Titus : Dr Meighan (1 épisode)
- 2000 : Strip Mall : le médecin de Rafe et Harve (2 épisodes)
- 2000 : The Practice : Donnell et Associés : Mitchell Kravits (3 épisodes)
- 2000 : À la Maison-Blanche : un assistant (1 épisode)
- 2001 : Star Trek: Voyager : Otrin (1 épisode)
- 2001 : Stargate SG-1 : Malchus (1 épisode)
- 2001 : Les Anges du bonheur : Greg Hatcher (1 épisode)
- 2001 : Charmed : un membre du congrès (1 épisode)
- 2001-2005 : Amy : M. Guidry (2 épisodes)
- 2002 : 24 Heures chrono : Dr George Ferragamo (1 épisode)
- 2002 : The Bernie Mac Show (1 épisode)
- 2002 : Felicity : Dr Stern (1 épisode)
- 2002 : X-Files : Aux frontières du réel : l'examinateur médical (1 épisode)
- 2002 : Hôpital San Francisco (1 épisode)
- 2002 : Becker : M. Connelly (1 épisode)
- 2003 : Peacemakers : Tipton (1 épisode)
- 2004 : Urgences : M. Brooks (4 épisodes)
- 2004 : Dr House : Dr Bergin (1 épisode)
- 2005 : Mes plus belles années : le conseiller Marv Acker (3 épisodes)
- 2005 : Jane Doe : Miss Détective : Charles Greene
- 2005 : The Closer : L.A. enquêtes prioritaires : M. Banks (2 épisodes)
- 2005 : Nip/Tuck : Glen Easley (1 épisode)
- 2005-2006 : Related : Dr Gorenberg (3 épisodes)
- 2006 : Grey's Anatomy : M. Singleton (1 épisode)
- 2006 : Les Experts : Manhattan : l'administrateur du musée (1 épisode)
- 2006 : Veronica Mars : Ethan Lavoie (2 épisodes)
- 2006 : Heroes : le principal (2 épisodes)
- 2007 : Preuve à l'appui : l'avocat de Keene (1 épisode)
- 2007-2008 : Médium : Tom Van Dyke (10 épisodes)
- 2007-2014 : Les Feux de l'amour : Owen Anderson et Dr Hill (6 épisodes)
- 2008 : Boston Justice : l'avocat Walt Devlin (1 épisode)
- 2008 : Cold Case : Affaires classées : Dr Thomas Rabinski (1 épisode)
- 2008 : Hôpital central : Todd Shepard (2 épisodes)
- 2008 : Brothers and Sisters : Ron Robinson (1 épisode)
- 2008 : Eli Stone : Alan Cooke (2 épisodes)
- 2008 : Mon meilleur ennemi : Lance Dietrich (1 épisode)
- 2008-2013 : True Blood : David Finch (6 épisodes)
- 2008 : Earl : M. Stevens (1 épisode)
- 2009 : Eleventh Hour : Chase Coleman (1 épisode)
- 2009 : Les Experts : ADA Vanderpool (1 épisode)
- 2009 : Numbers : Kyle Holtzman (1 épisode)
- 2009-2010 : Flashforward : M. Dunkirk (2 épisodes)
- 2010 : The Gates : Lloyd Foster (1 épisode)
- 2010 : Los Angeles, police judiciaire : Dr Gouldin (1 épisode)
- 2011 : Mentalist : Dr Evan Quick (1 épisode)
- 2011 : The Event : Gérard (3 épisodes)
- 2012 : Luck : le président (1 épisode)
- 2012 : NCIS : Enquêtes spéciales : Carl Dalton (1 épisode)
- 2012 : Last Resort : Pilgrim (1 épisode)
- 2012 : Private Practice : Jerry Murphy (1 épisode)
- 2012 : Fringe : l'observateur captif (1 épisode)
- 2012-2015 : Major Crimes : M. Banks (2 épisodes)
- 2013 : Body of Proof : Clark Wilson (1 épisode)
- 2013 : Touch : Lawrence Pearl (3 épisodes)
- 2014 : Revenge : Brenda Evans et Oscar Chapman (1 épisode)
- 2014 : Tyrant : un pilote (1 épisode)
- 2014 : Esprits criminels : Jim Carlson (1 épisode)
- 2015 : Agent Carter : Walt Cooper (1 épisode)
- 2015 : First Murder : Dr Wersheim (1 épisode)
- 2015 : Scandal : sénateur Gibson (4 épisodes)
- 2016 : Red Bird : Bloody Bill (1 épisode)
- 2016 : American Horror Story : l'équipe de production (1 épisode)
- 2017 : The Fosters : Dr Danville (2 épisodes)
- 2017 : Law and Order True Crime : le collègue de Weisberg (1 épisode)
- 2017 : Chance : Rich Daveny (2 épisodes)
- 2018 : Contrejour : Tom Tristan (1 épisode)
- 2023 : Perry Mason : Walter Crippen (4 épisodes)

### Jeu vidéo
- 2011 : L.A. Noire : Dr Harold Stoneman